# Temporada de furacões no Atlântico de 1842
A temporada de furacões no Atlântico de 1842 apresentou várias catástrofes marítimas no Golfo do México e ao longo da costa leste dos Estados Unidos, e produziu um dos únicos ciclones tropicais conhecidos a afetar diretamente a Península Ibérica. Como a temporada fica fora do escopo do banco de dados de furacões no Atlântico, os registros da maioria das tempestades em 1842 são escassos e apenas as trilhas aproximadas são conhecidas. A primeira tempestade documentada da temporada atingiu a costa da Carolina do Norte em meados de julho, naufragando dezenas de navios e destruindo casas ao longo de Outer Banks. Pouco mais de um mês depois, outra tempestade atingiu a mesma região e causou vários outros naufrágios que mataram pelo menos 12 homens. Esta tempestade mais tarde encharcou os estados do Médio Atlântico com chuvas torrenciais. No início de setembro, uma poderosa tempestade conhecida como "Furacão de Antje" - em homenagem a um navio que perdeu o mastro - seguiu geralmente para o oeste depois de ser avistada pela primeira vez nas Ilhas Sotavento. Depois de causar destruição generalizada nas Bahamas, a tempestade atravessou o Estreito da Flórida, causando graves danos tanto no norte de Cuba quanto na parte baixa de Florida Keys. Muitos navios e suas tripulações foram perdidos na tempestade ao cruzar o Golfo do México; finalmente atingiu o norte do México em 8 de setembro.
Outro furacão intenso atingiu o Golfo do México no início de outubro, desta vez seguindo do sudoeste para o nordeste. A tempestade moveu-se muito lentamente e afundou ou danificou vários navios ao longo de seu curso. Atingindo o norte da Flórida em 5 de outubro como o equivalente a um grande furacão, o ciclone produziu rajadas de vento extremas ao norte de seu centro e marés excepcionalmente altas ao sul. Extensos danos materiais em Tallahassee representaram perdas estimadas em $ 500.000 (1842 USD). Em Cedar Key, a maré de tempestade demoliu edifícios e ameaçou submergir a ilha. A tempestade virou para o norte ao entrar no Atlântico ocidental, resultando em ventos fortes e marés altas em Savannah, na Geórgia, e em Charleston, na Carolina do Sul. No final do mês, um furacão extremamente raro formou-se no extremo leste do Atlântico, a sudoeste da Madeira. Esta tempestade passou perto das ilhas em 27 de outubro antes de atingir o sudoeste da Espanha. Acompanhada por danos significativos, tanto ao longo da costa como no interior, esta tempestade é considerada um análogo histórico do furacão Vince de 2005. Várias outras tempestades também tiveram impacto na terra ao longo da temporada.

## Antecedentes
As tentativas de catalogar furacões no Atlântico na primeira metade do século 19 começaram já em 1855, quando Andrés Poey compilou informações sobre pouco mais de 400 ciclones tropicais de 1493 a 1855. O trabalho de Poey serve como base para muito do que se sabe atualmente sobre os ciclones tropicais históricos do Atlântico. Ele identificou quatro sistemas tropicais distintos que se desenvolveram em 1842 (seis eventos estão listados, embora dois digam respeito à mesma tempestade), além de outro em novembro que mais tarde foi considerado de natureza extratropical. Em seu livro de 1963, Early American Hurricanes, 1492–1870, o pesquisador meteorológico David M. Ludlum discutiu, com mais detalhes, seis ciclones tropicais significativos que afetaram os Estados Unidos em 1842. Como a temporada está fora do escopo do banco de dados de furacões no Atlântico (de 1851 em diante) e seu projeto de reanálise associado,  os registros são considerados incompletos.

## Tempestades

### Julho
O primeiro furacão documentado de 1842 afetou severamente a costa da Carolina do Norte, de Wilmington a Currituck, em 12 de julho. Seu centro provavelmente permaneceu a leste do Cabo Hatteras enquanto arrastava casas, afogava o gado e causava estragos nos interesses da navegação. Quase 30 navios encalharam perto da enseada de Ocracoke, e duas embarcações não identificadas naufragaram nos baixios perto do Cabo Hatteras com todas as mãos perdidas; mais sete homens se afogaram enquanto tentavam resgatar mercadorias dos naufrágios. No final de outubro, uma mensagem em uma garrafa foi recuperada nas Bermudas com um relato da tempestade do capitão e primeiro imediato da escuna Lexington em perigo, presumivelmente perdida no mar. No total, cerca de 40 navios foram perdidos. Embora registros esparsos impeçam um número preciso de mortos, o National Hurricane Center lista o ciclone entre aqueles que podem ter causado 25 ou mais mortes.
Descrita por um escritor como "uma das piores da história da costa da Carolina", a tempestade demoliu todas as estruturas, exceto uma, na vila de Portsmouth. Mais para o interior, em Washington, ventos fortes e prejudiciais continuaram até 13 e 14 de julho, e os barcos no estreito de Albemarle se libertaram de suas amarras. Parte da Wilmington and Raleigh Railroad foi destruída, impedindo que a correspondência chegasse a Charleston, na Carolina do Sul. Depois de passar perto da Carolina do Norte, a tempestade moveu-se para o noroeste e atingiu a costa perto de Norfolk, Virgínia. Chuvas torrenciais afetaram os estados do Meio-Atlântico, com inundações relatadas ao longo dos principais rios; o rio Schuylkill na Filadélfia, por exemplo, subiu 1.5 m (5 ft) sobre as suas margens.
Com base em uma entrada do diário de 2 de agosto descrevendo fortes chuvas e rajadas de vento do nordeste na Ilha de Fort George, acredita-se que uma tempestade tropical atingiu a costa ao sul de lá. No sudeste da Geórgia, a tempestade afetou negativamente a safra de algodão que já sofria com as persistentes condições de seca.
Outro ciclone tropical prejudicial, "dificilmente menos grave" e supostamente de duração muito mais longa do que o furacão de julho, atingiu Outer Banks da Carolina do Norte em 24 de agosto. A tempestade destruiu vários navios, entre eles o Kilgore em Currituck, o Pioneer e o Granary em Ocracoke, e o Congress em Cape Hatteras. Pelo menos 12 homens morreram nesses naufrágios. À medida que a tempestade continuou para o norte, condições climáticas severas afetaram os estados do Meio-Atlântico e do Nordeste em 25 de agosto. Extensas inundações em Washington, DC transformaram a Pennsylvania Avenue em "um rio largo" e inundaram casas e porões, com perdas na cidade estimadas em $ 50.000 (1.842 USD ). Ruas, cais, estaleiros e madeireiras em Baltimore foram submersos, enquanto mais ao norte, ventos com força de furacão e uma tempestade inundante afetaram a cidade de Nova York.

### Setembro
O "furacão de Antje's" recebeu o nome do navio HMS Antje, que foi desmamado pelo ciclone no Atlântico ocidental em 30 de agosto. Este ciclone foi observado pela primeira vez nas Ilhas Sotaventono final de agosto, e arruinou mais de 100.000 alqueires de sal nas Ilhas Turks e Caicos. Espalhando-se pelas Bahamas em 2 e 3 de setembro, a tempestade causou danos "muito grandes" e perda de vidas em todo o arquipélago. Em particular, relatórios indicaram que a maioria das casas foi destruída na Ilha Watlings, no leste das Bahamas. A tempestade passou pelo Estreito da Flórida em 4 de setembro. A pressão barométrica caiu para 28.93 inHg (980 mbar)   em Havana, onde os ventos fortes persistiram por 36 horas. A tempestade afundou vários barcos e danificou muitos outros no porto de Havana, enquanto em terra, os ventos derrubaram árvores e pequenos edifícios.
A parte inferior de Florida Keys foi danificada; "metade de Sand Key foi destruída", incluindo a casa do faroleiro, e danos extensos a edifícios e vegetação foram relatados em Key West. No entanto, o vento offshore aparentemente permitiu que Key West escapasse com perdas de navegação relativamente leves. A tempestade posteriormente seguiu um caminho para o oeste através do Golfo do México. Ao longo do curso do furacão, muitas embarcações - como o brigue Chili, a caminho de Havana - foram perdidas com suas tripulações. Em 8 de setembro, o ciclone atingiu a costa de Tamaulipas, no México, e o olho passou diretamente sobre Ciudad Victoria, como evidenciado por uma breve calmaria de cinco minutos. Chuvas fortes varreram o sul do Texas enquanto o ciclone se dissipava sobre o terreno montanhoso.
Na noite de 17 para 18 de setembro, uma nova tempestade tropical no noroeste do Golfo do México afetou Galveston, Texas. Os ventos do norte levaram a água da Baía de Galveston sobre a ilha a uma profundidade de até 1.2 m (4 ft). A tempestade destruiu várias estruturas e levou pequenos barcos à costa, enquanto ventos fortes danificaram fortemente duas igrejas. Muitas famílias foram forçadas a evacuar suas casas no meio da noite, atravessando as enchentes para chegar a terrenos mais altos. As estimativas de danos monetários totais variaram de $ 10.000 a $ 50.000. Embora nenhuma pessoa tenha perdido a vida, 40 cabeças de gado foram mortas no desabamento de um prédio.
Vários dias depois, o Panhandle da Flórida experimentou os efeitos de uma tempestade tropical, marcada por ventos fortes em Pensacola em 22 e 23 de setembro. Nenhum dano apreciável foi relatado. Ludlum considerou que isso pode ter sido uma continuação da tempestade de Galveston, mas julgou ser um sistema separado.

### Início de outubro
A tempestade mais destrutiva da temporada pode ser rastreada até perto de Saint Thomas no final de setembro. No início de outubro, havia seguido para o extremo sul da Baía do Campeche. Por vários dias, a tempestade cada vez mais forte atingiu os navios enquanto virava para o nordeste através do Golfo do México, com muitos navios perdidos e muitos mais danificados. O navio a vapor Merchant começou a encher de água em 3 de outubro e, no dia seguinte, se separou após encalhar a várias centenas de metros da costa. Todos, exceto 8 dos 72 passageiros, foram resgatados em 5 de outubro. O brigue Cuba e cerca de 14 passageiros foram perdidos em Key West. Durante este período, muitos pássaros morreram em águas abertas depois de ficarem presos na circulação do furacão lento. O sistema desferiu um golpe de raspão em Galveston, onde a tempestade inundou as ruas e alguns prédios foram destruídos.
A tempestade atingiu a Flórida por um período prolongado de 4 a 6 de outubro, e se moveu para a costa ao norte de Cedar Key como o equivalente a um grande furacão na escala Saffir-Simpson dos dias modernos. A pressão central mínima no momento do desembarque foi estimada em 955 mb (28.2 inHg). Os ventos "extremos" no lado norte do furacão foram devastadores ao longo do Panhandle da Flórida. Em Apalachicola, um farol e a casa do zelador foram destruídos e várias casas foram retiradas do telhado. Várias pessoas na área morreram afogadas nas inundações causadas pela tempestade. Em Tallahassee, a tempestade causou $ 500.000 em perdas na forma de danos estruturais generalizados. Milhares de árvores foram derrubadas em toda a região, e uma parte significativa da safra de algodão foi perdida. Dois escravos em uma plantação perto de Tallahassee ficaram feridos, um deles gravemente. Ao sul do centro da tempestade, Cedar Key enfrentou marés excepcionalmente altas que varreram casas inteiras e ameaçaram submergir a ilha. Vários navios naufragaram ao longo da costa da Flórida.
O furacão continuou em direção nordeste ao longo do norte da Flórida antes de emergir no Atlântico entre Mayport e St. Augustine. Nesta última cidade, a tempestade foi considerada a mais forte em 15 anos; cercas, árvores e plantações foram destruídas, e alguns navios encalharam, embora o quebra- mar protegesse St. Augustine em grande parte. Os ventos em Savannah, na Geórgia, aumentaram para a força de um furacão na noite de 5 a 6 de outubro e foram acompanhados por chuvas torrenciais. A tempestade inundou cais e outras áreas baixas. A tempestade lenta atingiu o sul das Ilhas do Mar da Geórgia com um período prolongado de ventos fortes e chuva pesada, derrubando árvores e destruindo algumas casas. As plantações de arroz ao longo do rio Altamaha sofreram perdas significativas. Marés "sem precedentes" também inundaram ruas mais ao longo da costa em Charleston, Carolina do Sul, modo que alguns moradores tiveram que ser resgatados de suas casas por barco. Embora os danos tenham sido geralmente menores, cinco escravos morreram afogados quando seu barco de pesca virou em mar agitado. À medida que o furacão se afastava da costa, vários navios foram perdidos na Carolina do Norte. Em 8 e 9 de outubro, as Bermudas experimentaram ventos fortes quando a tempestade passou nas proximidades.

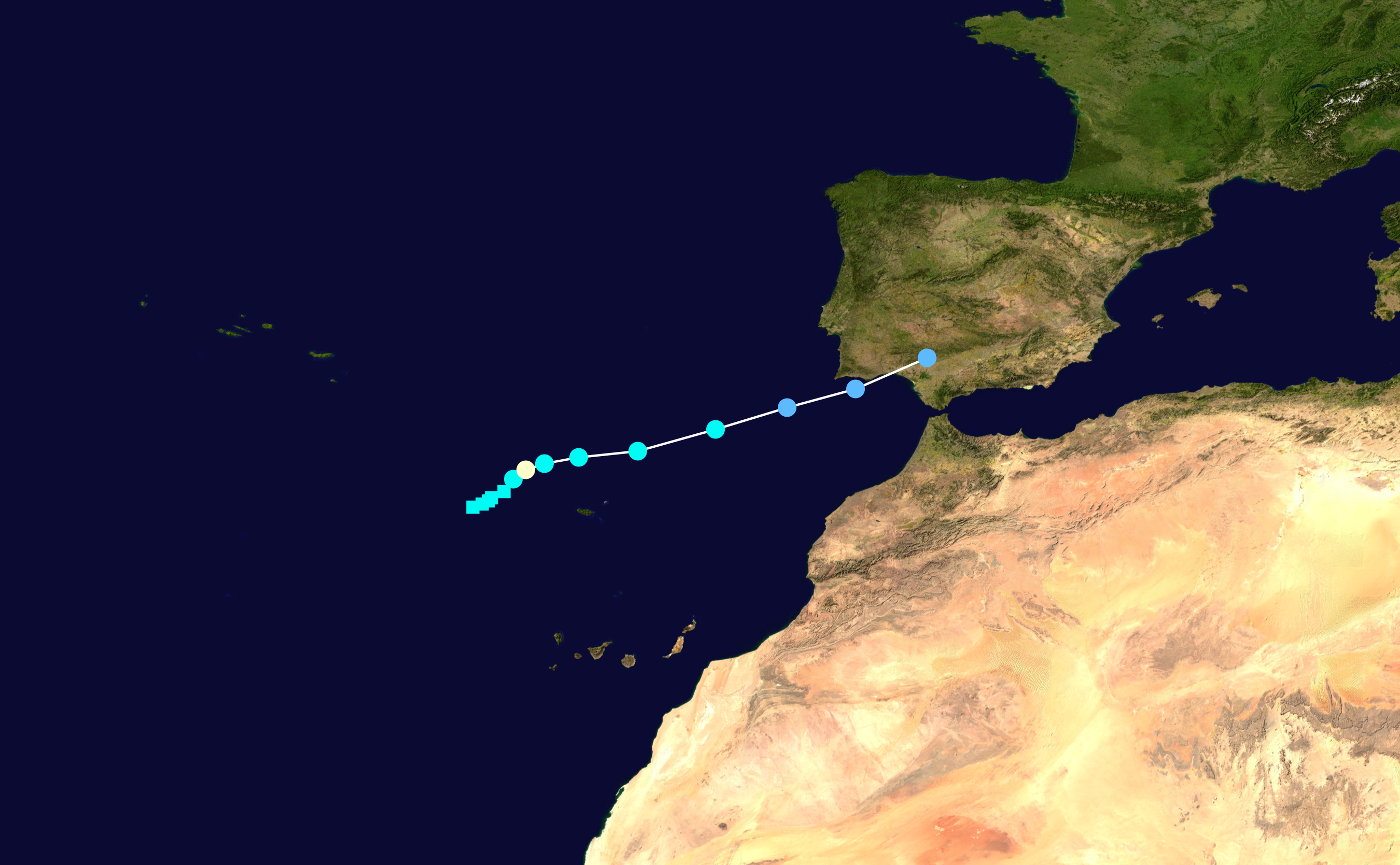
Mapa da trilha do furacão Vince de 2005, que provavelmente seguiu um caminho muito semelhante ao do furacão do final de outubro no Atlântico leste

No final de outubro, um ciclone tropical altamente incomum se formou no extremo leste do Atlântico, detectado pela primeira vez no sudoeste da Madeira em 24 de outubro. Em 26 de outubro, um navio perto da Madeira registrou uma pressão barométrica de 965 mb (28.5 inHg), sugerindo um furacão de intensidade de categoria 2. O furacão passou a norte da Madeira a 27 de Outubro, produzindo grandes estragos no Funchal. Depois de roçar a costa noroeste do Marrocos na noite de 28 para 29 de outubro, o furacão se moveu para a costa no sudoeste da Espanha e provavelmente se tornou extratropical logo depois. Como resultado da transição extratropical, ventos prejudiciais se estenderam para longe do centro da tempestade e afetaram grande parte do interior da Espanha. Dezenas de navios, incluindo três pertencentes à Marinha Espanhola, foram perdidos ou severamente danificados na tempestade. Duas pontes foram destruídas em Cádiz e casas foram destruídas em Sevilha. Ventos com força de furacão atingiram o interior de Madri e milhares de árvores foram arrancadas na província de Badajoz. Esta tempestade serve como um importante análogo histórico do furacão Vince, que seguiu um curso semelhante em outubro de 2005.
Na mesma época, um ciclone tropical separado se formou no Atlântico ocidental. Ele se moveu da costa da Flórida para perto das Bermudas entre 24 de outubro e 1º de novembro, roçando a costa de St. Augustine a Charleston com ventos fortes. Nenhum dano significativo ocorreu, embora inundações costeiras e fortes chuvas que causaram a ruptura de uma barragem de terra tenham sido relatadas ao longo da costa da Geórgia.

### Específicas
1. ↑  Chenoweth, p. 3
2. ↑  Chenoweth, p. 1
3. ↑  Chenoweth, p. 20
4. 1 2 3 4  Chenoweth, pp. 64–65
5. ↑  «Atlantic hurricane best track (HURDAT version 2)» (Base de dados). United States National Hurricane Center. 25 de maio de 2020
6. ↑  Barnes (2001), p. 29
7. 1 2 3  Ludlum, pp. 128–129
8. ↑  Dunn, Gordon E.; Miller, Banner I. (1964). Atlantic Hurricanes. [S.l.]: Louisiana State University Press
9. 1 2  National Hurricane Center (20 de janeiro de 2016). «The Deadliest Atlantic Tropical Cyclones, 1492-1996». National Oceanic and Atmospheric Administration. Consultado em 29 de dezembro de 2016
10. 1 2 3  Sandrik, Al; Landsea, Christopher W. (maio de 2003). «Chronological Listing of Tropical Cyclones affecting North Florida and Coastal Georgia 1565-1899». Atlantic Oceanographic and Meteorological Laboratory. Consultado em 29 de dezembro de 2016
11. ↑  Fraser, p. 116
12. 1 2  «Severe Gale». The Brooklyn Daily Eagle. 5 de setembro de 1842. Consultado em 3 de janeiro de 2017 – via Newspapers.com
13. ↑  Barnes (2001), pp. 29–30
14. ↑  Hardy, Albert V.; Carney, Charles B. (novembro de 1962). North Carolina hurricanes: a listing and description of tropical cyclones which have affected the state (PDF) (Relatório). U.S. Weather Bureau. p. 5
15. ↑  «Great Storm at the North». Sentinel and Expositor. 13 de setembro de 1842. p. 2. Consultado em 30 de dezembro de 2016 – via Newspapers.com
16. 1 2 3 4 5 6  Ludlum, p. 148
17. 1 2  Redfield, p. 5
18. ↑  Chenoweth, p. 64
19. ↑  «All sorts of paragraphs». The Boston Post. 22 de setembro de 1842. Consultado em 2 de janeiro de 2017 – via Newspapers.com
20. ↑  Redfield, p. 8
21. ↑  «Violent gale—loss of the brig Catharine». The Wetumpka Argus. 21 de setembro de 1842. Consultado em 2 de janeiro de 2017 – via Newspapers.com
22. ↑  «From Savannah». Edgefield Adviser. 28 de setembro de 1842. Consultado em 2 de janeiro de 2017 – via Newspapers.com
23. ↑  «Shipwreck and loss of life». The Boston Post. 21 de outubro de 1842. Consultado em 1 de janeiro de 2017 – via Newspapers.com
24. ↑  Redfield, p. 16
25. 1 2 3  David Roth. «Texas Hurricane History» (PDF). Weather Prediction Center. p. 15. Consultado em 1 de janeiro de 2017
26. 1 2  «Late and Important from Texas». The Boston Post. 6 de outubro de 1842. Consultado em 1 de janeiro de 2017 – via Newspapers.com
27. 1 2 3 4 5 6 7 8 9  Ludlum, pp. 148–149
28. ↑  Ho, Frances. «The Gulf to Bermuda Hurricane of 1842 – October 4–7» (PDF). Elsner, James. Consultado em 1 de janeiro de 2017
29. ↑  «Loss of steamer Merchant and loss of life». Tarboro Press. 5 de novembro de 1842. Consultado em 1 de janeiro de 2017 – via Newspapers.com
30. ↑  «Loss of a steamship in the Gulf of Mexico». The Boston Post. 19 de outubro de 1842. Consultado em 1 de janeiro de 2017 – via Newspapers.com
31. ↑  «Wrecks». The Evening Post. 17 de outubro de 1842. Consultado em 1 de janeiro de 2017 – via Newspapers.com
32. ↑  Ho, Frances. «Storm 7 – 1842 – Possible Track» (PDF). Elsner, James. Consultado em 1 de janeiro de 2017
33. ↑  «Dreadful Storm in Florida». The Boston Post. 19 de outubro de 1842. Consultado em 1 de janeiro de 2017 – via Newspapers.com
34. 1 2 3  «Severe Gale at the South». The Baltimore Sun. 18 de outubro de 1842. Consultado em 1 de janeiro de 2017 – via Newspapers.com
35. ↑  «The Gale in Florida». The Times-Picayune. 29 de outubro de 1842. Consultado em 1 de janeiro de 2017 – via Newspapers.com
36. ↑  «Severe Gale». The Evening Post. 13 de outubro de 1842. Consultado em 1 de janeiro de 2017 – via Newspapers.com
37. ↑  Fraser, p. 117
38. ↑  «The Weather, a Gale, Loss of Life». Edgefield Advertiser. 12 de outubro de 1842. Consultado em 1 de janeiro de 2017 – via Newspapers.com
39. 1 2  Fraser, p. 118
40. ↑  Vaquero, et al., p. 197
41. 1 2  Vaquero, et al., p. 192
42. ↑  Vaquero, et al., p. 199
43. ↑  Vaquero, et al., p. 195
44. ↑  Vaquero, et al., p. 193
45. ↑  Vaquero, et al., pp. 198–199

### Em geral
- Barnes, Jay (2001). North Carolina's Hurricane History. [S.l.]: UNC Press Books. ISBN 978-1-4696-0833-4
- Chenoweth, Michael (maio de 2006). «A Reassessment of Historical Atlantic Basin Tropical Cyclone Activity, 1700–1855» (PDF). Climate Change. 76 (1): 169–240. Bibcode:2006ClCh...76..169C. CiteSeerX 10.1.1.693.8761. doi:10.1007/s10584-005-9005-2. Consultado em 13 de setembro de 2014
- Ludlum, David M. (1963). Early American hurricanes, 1492–1870. [S.l.]: American Meteorological Society. ISBN 978-0-933876-16-3
- Fraser, Walter J. Jr. (2009). Lowcountry Hurricanes. [S.l.]: University of Georgia Press. ISBN 978-0-8203-2866-9
- Redfield, William C. (1846). On Three Several Hurricanes of the Atlantic, and Their Relations to the Northers of Mexico and Central America: With Notices of Other Storms. [S.l.]: B.L. Hamlen. Consultado em 2 de janeiro de 2017
- Vaquero, J.M.; García-Herrera, R.; Wheeler, D.; Chenoweth, M.; Mock, C.J. (fevereiro de 2008). «A Historical Analog of 2005 Hurricane Vince» (PDF). Bulletin of the American Meteorological Society. 89 (2): 191–201. Bibcode:2008BAMS...89..191V. doi:10.1175/BAMS-89-2-191. Consultado em 20 de setembro de 2019. Arquivado do original (PDF) em 20 de agosto de 2020